# Pseudomiza
Pseudomiza là một chi bướm đêm thuộc họ Geometridae.